# Apimostinel
Apimostinel (abreviado GATE-202, anteriormente NRX-1074) es un antidepresivo en investigación que actúa como un modulador novedoso y selectivo del receptor NMDA. Actualmente está en desarrollo para el tratamiento abortivo del trastorno depresivo mayor (MDD) por Gate Neurosciences, y anteriormente por Naurex y Allergan. En febrero de 2015, una formulación intravenosa de apimostinel completó un ensayo clínico de fase IIa para MDD.
Similar al rapastinel (GLYX-13), el mecanismo de acción del apimostinel actúa a través de un sitio de unión único en el receptor NMDA, independiente del sitio de glicina, para modular la actividad del receptor y mejorar la plasticidad sináptica mediada por el receptor NMDA. Sin embargo, el apimostinel es 1000 veces más potente in vitro y se está planeando como fármaco de seguimiento mejorado para el rapastinel. Al igual que el rapastinel, el apimostinel es un tetrapéptido amidado, pero se ha modificado estructuralmente, mediante la adición de un grupo bencilo, para mejorar su estabilidad metabólica y su perfil farmacocinético. El fármaco ha mostrado efectos antidepresivos rápidos y potentes en modelos preclínicos de depresión. Además, al igual que el rapastinel, el apimostinel es bien tolerado y carece de los efectos psicotomiméticos que son cláscios de la esquizofrenia causados por antagonistas del receptor NMDA como la ketamina.